# Lodine
Lodine ist ein Ort in der Provinz Nuoro in der italienischen Region Sardinien mit 300 Einwohnern (Stand 31. Dezember 2023). Das Dorf liegt 31 Kilometer südlich von Nuoro, seine Nachbargemeinden sind Fonni und Gavoi.